# Paraleiopus macrochelis
Paraleiopus macrochelis är en kräftdjursart som beskrevs av Silva-brum 1978. Paraleiopus macrochelis ingår i släktet Paraleiopus och familjen Kalliapseudidae. Inga underarter finns listade i Catalogue of Life.